# Hirtodrosophila pentavittata
Hirtodrosophila pentavittata är en tvåvingeart som först beskrevs av Gupta och Ray-chaudhuri 1970.  Hirtodrosophila pentavittata ingår i släktet Hirtodrosophila och familjen daggflugor. Inga underarter finns listade i Catalogue of Life.